# 고토쿠 사건
고토쿠 사건(일본어: 幸徳事件)은 1910년 일본 천황을 암살하려고 했다는 죄목으로 고토쿠 슈스이 등 26명의 사회주의자들이 사형당하거나 감옥에 갇힌 사건이다. 이 사건으로 일본 사회주의 운동은 반국가적인 이념으로 여겨져서 1920년대까지 위축되었으며, 종교적인 사회운동인 기독교 사회주의가 성장하게 된다. 종전후인 1963년 대역사건 관련자들에 의하여 재심이 청구되었다. 일본사학자들은 대역사건을 사회주의 탄압의 구실을 만들기 위한 날조사건으로 본다.

## 같이 보기
- 치안유지법
- 히라누마 기이치로